# Historia de las armas nucleares
Las armas nucleares son dispositivos que poseen un enorme potencial destructivo, que utilizan la energía derivada de la fisión nuclear o la fusión nuclear. Tuvieron su origen en los avances científicos de la década de 1933, que hicieron posible su desarrollo, y su auge con la carrera de armamentos y las pruebas nucleares de la Guerra Fría. A fines de la década de 1960, se abordó el problema de la proliferación (Tratado de No Proliferación de Armas Nucleares). Posteriormente, surgió el problema del posible uso con fines terroristas, a principios de siglo XXI.

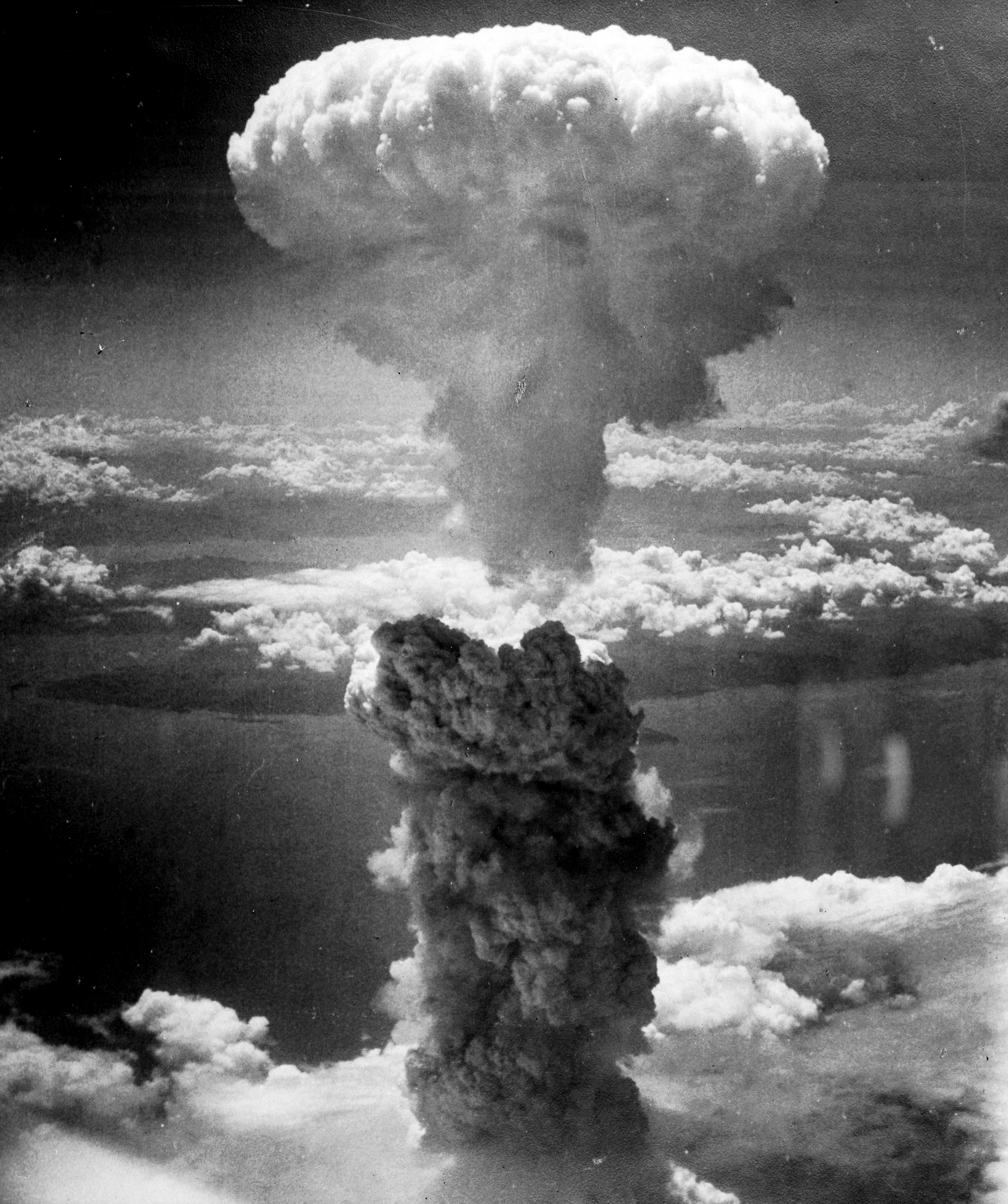
Explosión nuclear en Nagasaki (9 de agosto de 1945). Foto tomada desde uno de los B-29 que efectuaron el ataque.

## Los orígenes de las bombas nucleares
El día 12 de septiembre de 1933, seis años antes del descubrimiento de la fisión y sólo siete años después del descubrimiento del neutrón, el físico  Leó Szilárd concluyó que era posible liberar grandes cantidades de energía mediante reacciones neutrónicas en cadena. El 4 de julio de 1934, Szilard solicitó la patente de una bomba atómica donde no sólo describía esta reacción en cadena neutrónica, sino también el concepto esencial de masa crítica. La patente le fue concedida, lo cual convierte a Leo Szilard en el creador de la bomba atómica. No la patentó en provecho propio, sino precisamente para prevenir que otros la construyeran: fue el primer intento de no-proliferación de la Historia.[cita requerida] Al obtener la patente, se la ofreció como regalo a la embajada del Reino Unido confiando en que la caballerosidad británica evitaría que su invento fuese mal empleado alguna vez; en esencia, sólo aceptaba que fuera usada contra los nazis, si estos la desarrollaban por su cuenta.[cita requerida] En febrero de 1936, el Almirantazgo Británico aceptó el terrible regalo. 
Szilard también concibió los aceleradores lineales, el ciclotrón, el microscopio electrónico y, en un periódico de 1929, describió el bit como unidad básica de información. Además, defendió toda su vida que los científicos eran moralmente responsables de las consecuencias de su trabajo.[cita requerida] Pese a participar en el Proyecto Manhattan, en cuanto se dio cuenta de que el proyecto de la bomba atómica nazi no era viable, se opuso con todas sus fuerzas al uso de estas armas contra Japón o contra cualquier otro país.[cita requerida] Estas firmes creencias éticas le convertirían en un hombre atormentado, que luchó el resto de sus días, desde múltiples ambientes científicos y políticos, contra su obra maestra: las armas nucleares.[cita requerida]
En noviembre de 1938, la física alemana Lise Meitner logró identificar trazas de bario en una muestra de uranio. La presencia de este elemento sólo se pudo explicar asumiendo que se había producido una fisión nuclear. Como Meitner era judía, y de hecho estaba ya planteándose abandonar el país —lo que haría poco después—, el descubrimiento se lo adjudicó Otto Hahn,

## Durante la Segunda Guerra Mundial
Fue por estas fechas cuando, ante la evidencia de lo que podía ocurrir, todos los países decretaron secreto todo lo relacionado con la fisión nuclear y la bomba atómica. Al ocurrir esto, se iniciaron tres programas distintos: uno anglo-estadounidense, otro francés y otro alemán.

### El programa angloestadounidense

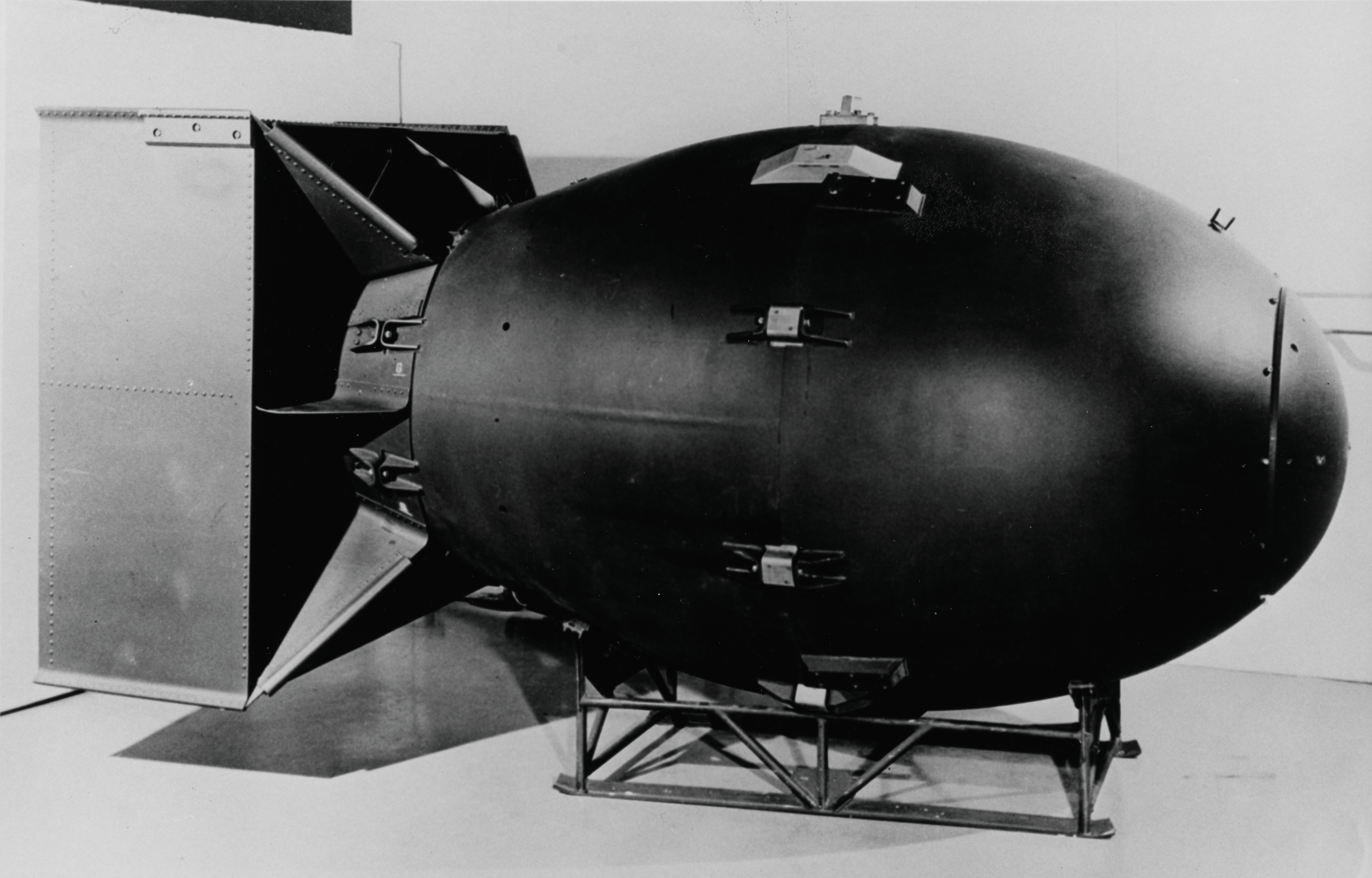
Bomba atómica Fat Man. Funcionaba mediante el mecanismo de implosión sobre una masa crítica de plutonio y fue lanzada sobre la ciudad japonesa de Nagasaki.

Diez días después de recibir una carta de Einstein, Roosevelt convocó el primer Comité de Consejeros sobre el Uranio. Al principio, tampoco en Estados Unidos tenían mucha fe en el proyecto. Por ello, los principales avances se realizaron en el Reino Unido, y en particular el análisis teórico de la fisión rápida en el U-235, ejecutado por los expatriados alemanes Frisch y Peierls. Tan convincente fue este análisis, que el gobierno inglés convocó rápidamente el llamado Comité MAUD, que ya en diciembre de 1940 había recomendado la difusión gaseosa como el método más prometedor para enriquecer uranio.
En 1941, en Estados Unidos, Philip Abelson construyó un sistema de enriquecimiento practicable (por difusión térmica líquida), y el 26 de febrero Seaborg y Wahl descubrieron el plutonio. A principios de marzo, los científicos anglo-estadounidenses ya sabían de qué orden habría de ser la masa crítica postulada por Szilard. Y en julio, el plutonio se demostró como un material fisible mucho mejor que el uranio, y el comité MAUD completó su informe final, describiendo la ingeniería de una bomba atómica con cierto detalle técnico. El 3 de septiembre de 1941, Churchill y los Jefes de Estado Mayor se pusieron de acuerdo para construir una bomba atómica. En diciembre, después de meses de sufrir una pesadilla burocrática, el proyecto fue transferido a los Estados Unidos.
En enero de 1942, los trabajos de Enrico Fermi con grafito y uranio fueron declarados secretos. Y se estableció un proyecto llamado S-1, dirigido por Arthur H. Compton. Pero, para aquel entonces, el núcleo de científicos que configurarían el Proyecto Manhattan ya estaban en conversaciones. A finales del mes, Fermi completó el primer reactor nuclear crítico operacional.
A mediados de 1942, se hizo evidente que este era un proyecto de escala industrial. Por fin, el 18 de junio de 1942, el Brigadier General Steyr ordenó al coronel James Marshall que organizara un distrito del Cuerpo de Ingenieros del Ejército, para centralizar todos estos trabajos y consolidar el desarrollo de la bomba. Marshall organizó este distrito con un nombre deliberadamente engañoso: fue el Distrito de Ingenieros de Manhattan (nunca hubo ninguna unidad de ingenieros ubicada en Manhattan, Nueva York), al que la historia recuerda como Proyecto Manhattan y que fue dirigido por Oppenheimer.

### El programa alemán
El programa alemán estuvo afectado por cinco problemas de gran importancia:
- El primero, que Alemania carecía de acceso a fuentes de uranio, como era el caso de Estados Unidos.
- El segundo, que los científicos alemanes estaban muy especializados y orientados a lo práctico. Esto les impidió entender el proyecto de investigación en toda su extensión.
- El tercero, que no contaban con un solo ciclotrón en el país al empezar la guerra. Sólo se obtuvo uno al conquistar París.
- El cuarto, que el programa nuclear alemán dividió sus esfuerzos entre al menos tres departamentos, (incluyendo la Oficina de Correos de la Alemania Nazi...), hasta tal punto que se tenían que turnar el poco uranio disponible.
- El quinto, que hubo un error en el cálculo del coeficiente de absorción neutrónica del carbono, cometido por el profesor Walther Bothe de Heidelberg (ocurrió también en Cambridge, -seguramente se debía a problemas de contaminación por nitrógeno del carbono usado en las pruebas- lo que provocó que los alemanes pensaran hasta 1945 que el grafito no servía como moderador.
- Además, comandos británicos y la resistencia noruega destruyeron la planta de producción de agua pesada de Vemork y los envíos de la misma.

Hacia 1941, Niels Bohr y otros, desarrollaron el concepto de la bomba y lo transmitieron al aparato nazi. Sin embargo, el órgano ministerial decidió no poner en práctica tal programa, al parecer porque se les dijo que llevaría 2 o 3 años, y el régimen pensaba que la guerra acabaría antes. 
A pesar de ello, se lograron construir varios reactores subcríticos. El más avanzado fue el B-VIII, instalado en Haigerloch. Con éste, podrían haber llegado a la criticidad, pero su geometría era incorrecta. El programa nuclear alemán se realizó en pequeños laboratorios, por lo que fue más una serie de esfuerzos científicos aislados que algo a escala industrial. Es improbable que, a ese ritmo, hubiesen logrado una bomba antes de 1950[cita requerida]. Cuando la misión ALSOS estadounidense capturó a los científicos nucleares alemanes (Werner Heisenberg, Otto Hahn, etc.), quedaron detenidos en Huntingdon, siendo constantemente vigilados por medio de micrófonos. Los alemanes no entendían nada, pues se consideraban a sí mismos lo más avanzado en la investigación nuclear. Cuando el servicio de noticias de la BBC informó del bombardeo atómico de Hiroshima, lo que captaron estos micrófonos fue significativo: expresiones de sorpresa, espanto y horror. Hahn, codescubridor de la fisión con Lise Meitner, cayó en una depresión.[cita requerida]

#### El antisemitismo del régimen nazi y la huida de científicos de Alemania
El antisemitismo del régimen nazi, fue el catalizador para que varios científicos eminentes de raíces judías, se vieran obligados a abandonar el país, antes o después del inicio del conflicto, entre los que destacan Leo Szilard, Lise Meitner, Hans Bethe y Albert Einstein. Su pérdida y la posterior aportación a los proyectos de investigación anglo-estadounidense supusieron una merma irreparable para los intereses alemanes.

## Después de la Segunda Guerra Mundial
Ian Grey documenta en su biografía de Stalin que cuando las nubes radioactivas de Hiroshima y Nagasaki se posaron, éste se sentía directamente amenazado por los que hasta hace unos meses eran sus aliados. Algún congresista estadounidense proponía abiertamente "bombardear a los comunistas" antes de que se recuperaran.[cita requerida] Aviones de reconocimiento de los Estados Unidos sobrevolaban el país a diario, una costumbre que mantendrían hasta el derribo de Francis Gary Powers en 1960. Así que encargó a Lavrenti Beria, jefe del NKVD, un programa nuclear militar a gran escala.
El ejército alemán siguió sin disponer de armamento nuclear propio. Sin embargo en 1958 Alemania fue dotada de armas nucleares en virtud de los acuerdos con la OTAN.

### Unión Soviética
De hecho, ya antes de la invasión de la URSS los físicos Yakov Zeldovitch y Yuri Khariton habían publicado varios estudios muy bien documentados sobre la posibilidad de construir armas atómicas y, al menos desde 1943, existía un programa de inteligencia destinado a recolectar información sobre el proyecto Manhattan. Contaban con un espía de alto rango, Klaus Fuchs, que les proporcionó los planos finales de la bomba de Nagasaki en junio de 1945. De todos modos, los físicos nucleares soviéticos ya habían elaborado un concepto básico por su cuenta, y estos planos les sirvieron principalmente para acortar pasos y confirmar sus suposiciones.
Paralelamente, el primer reactor nuclear soviético (y primero de Europa) entró en operación a las 6 de la tarde del día de Navidad de 1946, en el Instituto Kurchátov de Moscú. Se llamaba F-1, y era ya un plutonium-feeder moderado por grafito. Suministró el Pu-239 necesario para las primeras bombas atómicas soviéticas.
El programa duró cuatro años, y aunque los científicos rusos querían fabricar una carga de diseño totalmente propio, Beria insistió en que se creara una copia exacta de la bomba de Nagasaki con los planos suministrados por Fuchs (probablemente, para hacer un análisis de inteligencia de lo que tenían los estadounidenses, y también para "empatar" rápidamente a los estadounidenses). Así que se construyeron dos bombas desde el principio, una de desarrollo rápido que era una copia de Nagasaki, la RDS-1, y otra de desarrollo más lento pero completamente propio, la RDS-2.
"Joe 1" detonó a las 7 de la mañana del 29 de agosto de 1949 en el polígono de Semipalatinsk (Kazajistán), y liberó una potencia de 22kt (en el rango de Nagasaki). En estos momentos, el mundo (y sobre todo los Estados Unidos) supo que ya no había una sola potencia nuclear en el planeta. Tardaron dos años más en completar la de diseño propio, pero ésta, ya mucho más refinada tecnológicamente, era por lo menos una "generación uno y medio". Detonó el 24 de septiembre de 1951, liberando 38 Kt. La Guerra Fría Nuclear había comenzado.

### Ucrania
Después de independizarse de la Unión de Repúblicas Socialistas Soviéticas en 1991, Ucrania contaba con 1700 bombas atómicas, incluyendo 176 misiles con explosivo nuclear.  En Nicolaiev, el 30 de octubre de 2001, ocho niños ucranianos demolieron el último silo de lanzacohetes nuclear SS-24.  Éste silo N.º 46 de Nikolaiev ha sido el último que le quedaba al Ministerio de Defensa de la Ucrania, y con éste acto Ucrania se liberó de las armas nucleares.

### Reino Unido
Finalizado el Proyecto Manhattan y por tanto la necesidad de concentrar todos los esfuerzos angloestadounidenses en una sola dirección, el nuevo gobierno laborista británico dirigido por Clement Attlee creó el 29 de agosto de 1945 un comité secreto sobre la energía atómica llamado GEN-75, con la participación de los científicos retornados de Estados Unidos En 1946 ya existía toda la infraestructura, dirigida por el físico William G. Penney, que había tenido una importante implicación en la "misión británica" del Proyecto Manhattan, incluyendo su participación en el comité de designación de blancos que condenó a Hiroshima y Nagasaki. Mientras tanto, Estados Unidos había dejado de considerar conveniente que Gran Bretaña tuviera también acceso a tecnología nuclear militar, pero el gobierno laborista decidió seguir adelante con un programa secreto propio que no empezaría a hacerse público hasta mediados de 1948. El nombre en clave del proyecto era "Basic High Explosive Research" y estuvo localizado en el Arsenal de Woolwich.
El 1 de julio, los científicos británicos que habían participado en el Proyecto Manhattan terminaron de elaborar un diseño base más o menos similar al que Klaus Fuchs había suministrado a la URSS. Se disgregó la producción en varios sitios, entre ellos Fort Halstead. El 1 de abril de 1950 se seleccionó un sitio definitivo para centralizar el proyecto: Aldermaston, en Berkshire. Y el reactor de producción de plutonio se hizo crítico en octubre de 1950, en Sellafield (actualmente llamado Windscale tras un grave incidente ocurrido muchos años después). La planta de difusión gaseosa para purificación del HEU se estableció en Capenhurst.
La primera bomba atómica británica, llamada Hurricane, detonó a bordo de un viejo buque anclado cerca de la isla Trimouille (islas Monte Bello, Australia) a las 8 horas del 3 de octubre de 1952, con una potencia de 25 kt, y era una versión sólo ligeramente mejorada de la bomba de Nagasaki. En noviembre de 1953 se militarizó la primera bomba, llamada Danubio Azul, muy similar a la Mk4 estadounidense, que había entrado en servicio en 1949.

### Francia
Francia disponía de un avanzado programa de física nuclear antes de la ocupación, y sólo un año y medio después de terminar la guerra, De Gaulle ordenó la creación del Commissariat a l'Energie Atomique (CEA), lo que fue la primera autoridad civil de ingeniería nuclear de la historia. El Alto Comisario fue Jean Frédéric Joliot-Curie. El centro de investigación se estableció en Saclay, al sur de París, y el primer reactor crítico (de potencia cero) comenzó a operar el 15 de diciembre de 1948 en la vieja fortaleza de Fort de Chatillon, en la periferia parisina. Contaban además con el Dr. Bertrand Goldschmitt, que había trabajado con el equipo anglo-canadiense en el proyecto Manhattan, y que elaboró el primer método industrial eficaz para separar plutonio.
De Gaulle, acérrimo nacionalista, era un firme partidario de construir bombas atómicas propias. El Partido Comunista, en aquellos momentos muy poderoso por su papel estelar en la Resistencia Francesa, se oponía. Joliot-Curie era, como su padre, comunista, tanto como nacionalista era De Gaulle. Así que fue depuesto, y cargo ocupado por Francis Perrin, un científico incondicional de De Gaulle. La Asamblea Nacional autorizó en julio de 1952 la construcción de una planta industrial de producción de plutonio en la central nuclear de Marcoule, en el Ródano. Este reactor G-1, construido enteramente con tecnología francesa, entró en servicio en 1956.
Tras la debacle de Dien Bien Phu, en la entonces Indochina francesa (actualmente Vietnam) el primer ministro Pierre Mendes-France dio luz verde a un programa para construir un arma atómica nacional. A partir de 1955, el Ministerio del Ejército comenzó a suministrar grandes cantidades de dinero para financiar este programa. Tras la humillación franco-británica ocasionada por la confiscación del canal de Suez (octubre de 1956) gracias a que Estados Unidos dejó de nuevo sin apoyo a sus aliados, el proyecto adquirió carácter casi de "obsesión nacional".
El encontronazo con Estados Unidos que significó el desastre de Suez y la rápida retirada de los ingleses, supuso a Francia cuestionarse la fiabilidad de estos supuestos aliados, y además de retirarse de la estructura militar de la OTAN, terminó de "cerrar" el programa militar atómico con tecnología totalmente gala. Sólo un mes después de estos incidentes, el Ministerio del Ejército y el Comisariado de la Energía Atómica firmaron un memorándum para organizar la primera prueba de un arma nuclear. El 11 de abril de 1958, Félix Gaillard, último primer ministro de la IV República, dio la orden oficial de construir y probar una bomba atómica. El general Charles Aillert recibió el encargo de dirigir el Commandement Interarmées des Armes Spéciales (CIAS) el 10 de junio. Tras el golpe de Estado de De Gaulle que dio lugar a la V República, nació el proyecto de crear una force de frappe, esto es, una fuerza atómica estratégica completa.
La primera bomba atómica francesa, Gerboise Blue (Ramo de Flores azul) detonó a las 7:04 GMT del 13 de febrero de 1960 en Reganne, un erial del Sahara Argelino, entonces colonia francesa. Era una bomba "tipo Nagasaki" de una "2ª generación" mucho más sofisticada, que liberó una potencia de 65 kt. Ningún país ha logrado una cifra tan alta en su primera prueba. Esta arma, casi sin modificaciones, sería militarizada como las bombas de aviación AN-11 y AN-22 y la cabeza misilística MR-31, con potencias entre 60 y 120 kt, durante los primeros años '60.

### China
Ya en 1953 China se interesó en los usos pacíficos de la tecnología nuclear. El VIII Congreso del Partido Comunista dio luz verde a un programa de energía nuclear civil y también para la construcción de un arma nuclear y un misil capaz de transportarla hasta su objetivo. En aquella época China y la URSS eran países comunistas aliados y gracias a esto fueron posibles los acuerdos de transferencia de tecnología de 1953. De hecho, ya en 1951 hubo un acuerdo secreto mediante el que China suministraría mena de uranio a la URSS a cambio de tecnología nuclear civil. A mediados de octubre de 1957, se firmó un nuevo acuerdo defensivo (ambos países planeaban estrategias defensivas contra Estados Unidos) mediante el que la URSS suministró a China asistencia para construir misiles SS y SAM, un ciclotrón, una planta de difusión gaseosa de uranio y una bomba atómica completa, para que los científicos chinos la analizaran. Cuando China y la URSS se enfrentaron a principios de los años '60, la futura superpotencia asiática ya disponía de todos los elementos esenciales para desarrollar un programa propio.
Un programa del que no se sabe mucho, pues se ha llevado en secreto total, en sus instalaciones de Lop Nor (desierto del Gobi). Pero se ve que la herencia soviética fue más que suficiente. A las 07:00 GMT del 16 de octubre de 1964 el llamado "dispositivo 596" detonó en el campo de pruebas de Lop Nor liberando 22 Kt. China había optado por el camino del uranio en vez del plutonio, y por tanto el 596 era un monstruo de 1550 kg de fisión por implosión de U-235, una modificación sustancial sobre el diseño soviético de implosión por plutonio a que tuvieron acceso.

### Israel
El programa nuclear en Israel permaneció en un perfil confidencial. Tanto, que incluso hoy en día hablar de ello en Israel puede constituir un delito. Entre 1950 y 1960, la relación entre Israel y Francia era muy buena: Francia era su principal proveedor de armamento, y varios científicos israelíes colaboraron en la construcción del reactor de plutonio de Marcoule. Es curioso que, por otra parte, los grandes genios judíos del proyecto Manhattan (Szilard, Einstein, Oppenheimer, etc) ya no quisieron tener nada que ver con el programa israelí ni con ningún otro.[cita requerida] En su lugar se unieron en la Asociación de Científicos Atómicos, el primer grupo pacifista contemporáneo.
Seis semanas antes de la nacionalización del Canal de Suez, Israel hizo una aproximación para ver si Francia colaboraría en montarles un reactor nuclear. Ya existía un precedente, con el reactor CIRUS canadiense instalado en la India. David Ben Gurion y Ernst David Bergmann (director de la Comisión de Energía Atómica israelí) se entrevistaron con miembros de la CEA francesa. Después del fiasco de Suez, en el que Israel se quedó al final solo contra Estados Unidos y la URSS -incluyendo una ambigua amenaza nuclear soviética realizada por Bulganin- se produjo un encuentro entre Golda Meir, Shimon Peres y los ministros franceses Pineau y Bourges-Manoury. En compensación por lo de Suez, Francia se mostró de acuerdo en suministrar a Israel un reactor nuclear "altamente modificado" y asistencia para construir una fuerza de disuasión nuclear. Este reactor de producción de plutonio, llamado EL-102, se montó en el desierto del Néguev, cerca de Dimona. Oficialmente se trataba de una "fábrica de manganeso". El agua pesada la suministró Noruega, con un acuerdo de verificar que era para usos pacíficos durante 32 años, pero los israelíes sólo les permitieron hacer la primera inspección. Había tantos técnicos franceses en una localidad tan pequeña que los Estados Unidos se dieron cuenta de lo que había antes de que terminara 1958. En 1960 De Gaulle dio su golpe de Estado y la cooperación francesa se suspendió. Estados Unidos que aún quería ser el único país con armas nucleares, puso el grito en el cielo por aquella época.[cita requerida]
Pero en 1962 los técnicos franceses habían regresado. El reactor de Dimona devino crítico en ese mismo año, y la planta de plutonio se completó en 1964 o 1965. La seguridad era tan estricta que un Mirage israelí fue derribado por un misil tierra-aire cuando se aproximó al complejo por error en 1967. Israel debía tener suficiente plutonio para construir una bomba cuando se produjo la guerra de los Seis Días, pero aún no estaba construida. En 1968, Moshé Dayan dio luz verde al proyecto. Otro autor afirma que durante la guerra de los Seis Días Israel disponía de 2 bombas atómicas que llegaron a entrar en alerta. Para 1973, cuando la guerra de Yom Kipur, Israel disponía con toda probabilidad de al menos seis bombas atómicas. Al mismo tiempo se estaba colaborando con el programa sudafricano a cambio de uranio para Dimona.[cita requerida]
El 22 de septiembre de 1979 se produjo una misteriosa explosión nuclear en el sur del Océano Índico, que nadie se ha atribuido. Se cree que fue una prueba conjunta sudafricana-israelí.[cita requerida] El recientemente liberado Mordechai Vanunu, que ha permanecido en la cárcel 18 años por hacer público el programa, afirma que en 1986 Israel no sólo tenía decenas de bombas atómicas de segunda generación avanzada, sino que estaba trabajando en diseños de tercera generación (fission-boosted).

### India
La calamitosa división del dominio colonial británico en dos estados, India y Pakistán (que produjo varias guerras en 1947, 1965 y 1971), más el conflicto fronterizo con China, una potencia nuclear (que condujo a una guerra en 1962) convenció a los hindúes de que necesitaban armas nucleares. Ya en 1944, 3 años antes de la independencia, existía en este país un centro de investigaciones autóctono establecido por el Dr. Bhabha bajo auspicios de Sir Dorab Tata. El 15 de abril de 1948, menos de un año después de la independencia, se creó la Comisión Hindú de la Energía Atómica bajo el gobierno de Pandit Nehru. El 3 de enero de 1954 se creó un nuevo centro, la Instalación de Energía Atómica de Trombay, que se convertiría en el "Los Álamos hindú". En 1959, esta "instalación" consumía una tercera parte del presupuesto de defensa y contaba con más de mil científicos e ingenieros.
En 1955 se comenzó la construcción del reactor Apsara, de 1 MW, con asistencia británica, y en este mismo año Canadá accedió a suministrar un potente reactor de investigación, el CIR de 40 MW. Eisenhower, desde Estados Unidos, envió 21 t de agua pesada durante el programa "átomos para la paz", y el reactor pasó a llamarse Cirus, o sea, CIR-U.S.
El diseño del reactor Cirus era ideal para producir plutonio de grado militar, y tan potente como para fabricar Pu-239 para una o dos bombas al año. El reactor devino crítico el 10 de julio de 1960 (su antecesor, el Apsara, lo había hecho el 4 de agosto de 1957, convirtiéndose en el primer reactor asiático operacional fuera de la URSS). En febrero de 1965, el Dr. Bhabha fue a Washington para buscar colaboración estadounidense en la construcción de una bomba atómica, que le fue denegada. Así es que entonces solicitó la cooperación de Murthy, un estudiante muy brillante que había trabajado en el laboratorio nuclear francés de Saclay, para que le suministrara información. Murthy le contó todo lo que sabía, que no era poco.
A partir de la guerra de 1965 se produjo un parón debido a complejas cuestiones políticas, pero en 1967 la élite científica india, con vago apoyo gubernamental, inició un programa nuclear militar propio bajo la dirección de Homi Sethna y Raja Ramanna. Pero el Oppenheimer indio fue Rajagopala Chidambaram, curiosamente un biólogo molecular. En el invierno de 1968 a 1969, varios científicos visitaron las instalaciones soviéticas de Dubna, y quedaron muy impresionados por el reactor rápido pulsátil de plutonio, que reprodujeron en su país bajo el nombre Purnima. Allá por 1971, India disponía ya de casi toda la tecnología nacional necesaria para construir un arma nuclear de 2.ª generación. Tras la guerra de 1971, se tomó la decisión de ir adelante con el proyecto. A principios de 1972, el diseño básico estaba completo. Indira Gandhi autorizó la construcción el 7 de septiembre de este mismo año.
A las 08:05 del 18 de mayo de 1974, un dispositivo denominado Buda Sonriente detonó en el subsuelo del desierto de Thar (Rajastán), cerca de la ciudad abandonada de Malka (a unos 25 km de Pokhran), liberando 8 Kt. Pese a su baja potencia, era un diseño muy complejo y altamente sofisticado, de segunda generación, por implosión de plutonio producido en el reactor Cirus. Al parecer, la fuente neutrónica de polonio/berilio llamada Flor (muy similar a la utilizada por estadounidenses y franceses) dio algunos problemas y fue el causante de que la potencia fuera tan limitada.

### Pakistán
El 24 de enero de 1972, después de la derrota sufrida a manos indias en la guerra de Bangladés, el presidente Zulfikar Ali Bhutto decidió fabricar armas nucleares durante una reunión secreta mantenida en Multan con otras personalidades del régimen. Con el programa "átomos para la paz", EE. UU. había suministrado a Pakistán un reactor de agua ligera de 5MW llamado PARR-1, que devino crítico en 1965 cerca de Nilore. Pakistán tenía conocimiento de que su "archienemigo" estaba en esas fechas de 1972 trabajando en el diseño final de la bomba, y ya en 1965 Bhutto había declarado que "si India construye la bomba, comeremos hierba, u hojas de los árboles, o pasaremos hambre, pero nosotros también conseguiremos una; no tenemos otra opción". Puede que ya pensando en esto, en 1971 se habían conseguido un magnífico reactor canadiense CANDU de 127MWe, con una pequeña planta anexa de producción de agua pesada. Además, disponían de planes para una planta de separación de plutonio de British Nuclear Fuels Limited y Belgonucléaire.
Bhutto pidió fondos a los demás estados islámicos del Oriente Próximo para construir la "bomba atómica islámica", y Libia, Irán y Arabia Saudí se la suministraron. Durante los primeros años '70, Pakistán recibió miles de millones de "petrodólares" con este propósito. En 1973, firmaron un contrato con la empresa francesa Saint-Gobain Techniques Nouvelles (SGN) para construir una planta de separación de plutonio, la misma compañía que se la montó a Israel, Taiwán, Irak y Corea del Sur. Esta planta, llamada Chashma, habría producido 200 kg de plutonio al año (suficiente para 20 bombas anuales).
Entonces ocurrió algo curioso. Las primeras pruebas nucleares indias dispararon la preocupación internacional, y países como Francia, Rusia o EE. UU. establecieron estrictas restricciones a la exportación de tecnologías de doble uso. Esto fue fatal para el programa pakistaní. La magnífica planta Chashma nunca se llegó a construir, así que tuvieron que derivar el proyecto hacia bombas de uranio altamente enriquecido (HEU), mucho más problemáticas. Eso sí, pese a estas restricciones una operación del espionaje pakistaní logró obtener información importantísima del consorcio europeo de enriquecimiento del uranio URENCO, a través de un científico entonces desconocido, el Dr. Abdul Qadeer Khan. Robó tecnología del Laboratorio de Investigación Física Dinámica de Ámsterdam, incluyendo el diseño de dos centrifugadoras alemanas avanzadas, la traducción de cuyos manuales le habían encargado. En enero de 1976 Khan abandonaría súbitamente Ámsterdam (dicen las malas lenguas que los servicios secretos neerlandeses y alemanes estaban a punto de echársele encima) y en ese mismo mes de julio creó los Laboratorios de Investigación de Ingeniería cerca de Islamabad. Varios problemas políticos, incluyendo algún que otro golpe de Estado, retrasaron el proyecto y cortaron la inestimable ayuda canadiense, pero en 1976 ya disponían de ultracentrifugadoras de diseño nacional construidas con componentes de doble uso suízos y alemanes. Francia, en cambio, bloqueó en 1977 el envío de 10 000 piezas de acero especial para estabilizar estas centrifugadoras, pero entonces compraron subrepticiamente la tecnología en Bélgica. En julio de 1978, ya prácticamente todos los servicios secretos del mundo andaban husmeando en el programa pakistaní. Demasiado tarde. El 4 de abril de 1978, la planta de Kahuta empezó a producir uranio altamente enriquecido de calidad militar. Khan, ya jefe de todo el esfuerzo nuclear de este país, fue condenado in absentia por un tribunal de Ámsterdam, acusado de espionaje.
En todo caso, en marzo de 1974 ya se había iniciado el trabajo en la bomba bajo el oscuro nombre de "La Investigación", en un lugar llamado Wah, no muy lejos de Islamabad. Las severas sanciones económicas que Estados Unidos debería haber impuesto a Pakistán por todo lo acaecido (en virtud de sus propias leyes de no-proliferación) se convirtieron en una leve sanción gracias al antisovietismo de la Administración Reagan, que veía en la dictadura pakistaní un aliado contra el "Imperio del Mal" chino-soviético. Los pakistaníes se lanzaron a una amplia campaña de espionaje en diversos países occidentales y a importar tecnologías prohibidas desde Estados Unidos y otros países. Sólo en una ocasión tuvieron algún problema, cuando tres agentes fueron detenidos en Estados Unidos intentando llevarse 50 conmutadores krytron. De Alemania lograron traerse una planta de fabricación de hexafluoruro de uranio entera, pagada con dinero saudí. En 1980, científicos pakistaníes comenzaron a publicar artículos sobre centrifugación de compuestos del uranio, y el propio Khan publicó uno en 1987 sobre estabilización de centrifugadoras avanzadas.
En 1981, el grupo de Wah tenía ya el diseño de un arma completo por implosión de HEU, utilizando un explosivo muy poderoso pero muy volátil llamado HMX como impulsor. Entre 1983 y 1985 se realizaron varias "pruebas frías" (se sustituye el uranio por bloques de acero y se observan las geometrías producidas por el "disparo"; con conocimientos físicos suficientes, se puede calcular sin problemas lo que habría ocurrido si el uranio hubiera estado armado). Se cree que en 1986 China les suministró el diseño de un arma suya de 1966. En 1990, el número de "pruebas frías" era ya de al menos 24. En 1990, con la crisis de Cachemira, se decidió ir "a por la de verdad", aunque ya nadie dudaba que en caso necesario Pakistán podría construir una bomba de uranio en cualquier momento. India probó su primer arma termonuclear el 11 de mayo de 1998. Así que, pese a la presión estadounidense (de Clinton, que llegó a llamar por teléfono personalmente varias veces) y europea, durante la madrugada del 28 de mayo de 1998 Pakistán cortó todas las comunicaciones de sus estaciones sismográficas con el resto del mundo, se puso en alerta a todas las comandancias militares, y toda la fuerza aérea del país entró en "alerta caliente" (motores encendidos y listos para rodar en cualquier momento). A las 10:17, Pakistán realizó una prueba de CINCO explosiones nucleares simultáneas en Chagai (montañas del Ras Koh, Beluchistán), con una potencia media de aproximadamente 9 Kt (según Khan, fue una carga de 30-35 kt y cuatro de baja potencia). Dos días después realizarían otra prueba adicional, de 4 a 6 kt, convirtiéndose así, tal y como se habían propuesto, en la primera potencia nuclear islámica.

### Corea del Norte
En años recientes Corea del Norte ha agudizado las tensiones surgidas por su controvertido programa nuclear al declarar oficialmente que cuenta con armas atómicas. El 9 de octubre de 2006 Corea del Norte anunció que acababa de llevar a cabo con éxito una prueba nuclear. El Centro de Datos del Tratado de prohibición parcial de ensayos nucleares confirmó en Viena que su sistema de vigilancia registró una explosión no especificada de magnitud 4 en Corea del Norte.

## Ocasiones en que se estuvo a punto del inicio de una guerra nuclear
Además de la Crisis de los misiles de Cuba, ocasionada en respuesta al despliegue estadounidense de misiles en Turquía y a la invasión de Bahía de Cochinos, ha habido al menos otras cuatro ocasiones en las que los sistemas de guerra nuclear de alguna superpotencia han entrado en alerta.

### El incidente de la cinta equivocada (Estados Unidos)
Poco antes de las 9 de la mañana del 9 de noviembre de 1979, los ordenadores del NORAD en Monte Cheyenne, el Mando Nacional Militar del Pentágono y el Mando Alternativo Nacional Militar en Fort Ritchie (Maryland) notificaron súbitamente la existencia de un ataque nuclear soviético masivo de la categoría MAO-3.
Todo el sistema de represalia nuclear se puso en marcha, todas las prealertas se transmitieron, los bombarderos despegaron, la defensa civil llegó a activarse. Sin embargo, los datos procedentes de los satélites y de los radares por línea directa no coincidían, no veían ningún misil soviético mientras los ordenadores aseguraban que había al menos 300 dirigiéndose a toda velocidad hacia los Estados Unidos.
La cordura se impuso y no se produjo ninguna represalia, ni siquiera cuando los ordenadores comenzaron a notificar impactos en el territorio continental de los Estados Unidos. A esas alturas, ya era evidente que se trataba de alguna clase de fallo informático. En efecto, unas horas después se comprobó que alguien había introducido inadvertidamente una cinta de entrenamiento como fuente de datos del ordenador central de la red de análisis de amenazas. Se da la circunstancia de que por aquella época se estaba considerando la posibilidad de computarizar completamente el sistema de represalia nuclear, especialmente después que, en unas maniobras "realistas" casi el 50% de la fuerza de los ICBM estadounidenses no despegara debido a problemas de conciencia de los operadores de los silos.

### El incidente del chip defectuoso (Estados Unidos)
El 3 de junio de 1980, menos de un año después del anterior, los centros de mando estadounidenses recibieron otro aviso de que había un ataque nuclear soviético en marcha. Sin embargo, esta vez el ataque no parecía obedecer a ninguna lógica coherente, y además a veces las computadoras decían que había 200 misiles soviéticos en el aire, luego que ninguno, luego otra vez que 200, y las cifras no coincidían en los distintos puestos de mando.
Esta vez no se lo tomaron tan en serio y prestaron inmediatamente atención a los datos directos de los radares y los satélites, viendo que no había ningún ataque en curso. Se determinó luego que un chip defectuoso en una de las computadoras había ocasionado la falsa alarma.
Este incidente no trascendió a la opinión pública hasta muchos años después.

### El incidente del equinoccio de otoño (URSS)
El sistema ruso de satélites de alerta temprana OKO funciona de manera distinta al DSP estadounidense. Mientras el estadounidense enfoca directamente al suelo, el ruso tiene una órbita especial, similar a la de los satélites de telecomunicaciones Molniya, que enfoca a la línea del horizonte, para detectar a los misiles conforme asciendan sobre la misma. A este tipo de órbitas polares, que se aproximan bastante a la Tierra en el hemisferio sur y se alejan de ella en el Norte, se les denomina genéricamente "órbitas Molniya". De esta manera, con un solo satélite se puede cubrir mucho más espacio y además es más difícil que reflejos o artefactos propios de la superficie o de la atmósfera terrestre produzcan falsas alarmas. Este método es mejor, más económico, más ingenioso y más difícil de inutilizar que el estadounidense.
Sin embargo, el 26 de septiembre de 1983, sólo 25 días después del derribo del Jumbo surcoreano por las Fuerzas Aéreas Soviéticas, con la dirigencia de la URSS aún convencida de que se trataba de un avión espía o de "tanteo de defensas", los satélites OKO detectaron súbitamente el lanzamiento de numerosos ICBM estadounidenses contra la Unión Soviética. Nada de análisis de los ordenadores: los satélites detectaban genuinas trazas térmicas de alta temperatura ascendiendo sobre el horizonte, y los ordenadores identificaron cinco de ellas como correspondientes a misiles balísticos intercontinentales Minuteman sin duda alguna.
Pues pese a todas estas evidencias, el teniente coronel Stanislav Petrov, del GRU (inteligencia militar soviética), en esos momentos al mando de Serpukhov-15 (centro de mando de la inteligencia militar soviética desde donde se coordina la defensa aeroespacial rusa) mantuvo la sangre fría y se negó a dar la alerta. Cuando le preguntaron después por qué no lo hizo, contestó simplemente: "la gente no empieza una guerra nuclear con sólo cinco misiles". 
Resulta que aquel día se había producido una rara conjunción entre la red de satélites OKO, la Tierra y el Sol, coincidiendo con el equinoccio de otoño: el Sol se elevó sobre el horizonte en un ángulo tal que coincidía con el área tangencial de cobertura de todos los satélites que vigilaban los emplazamientos estadounidenses de misiles, y esto produjo en sus sensores señales térmicas espurias. Este efecto estaba previsto por los diseñadores del sistema, pero no está claro si Petrov era conocedor del mismo o no.

### El incidente del cohete noruego (Rusia)
Al amanecer del 25 de enero de 1995 los noruegos -país miembro de la OTAN- lanzaron un cohete suborbital noruego-estadounidense para el estudio de las auroras boreales y otros fenómenos electromagnéticos de altas latitudes llamado Black Brant XII, con apogeo a 930 km de altitud. Noruega tiene un pequeño programa espacial propio de tipo científico, pero este cohete era de largo el más grande que habían lanzado nunca, y de hecho tenía dimensiones parecidas a las de un ICBM, con lo que su reflexión radárica y su marca térmica debían ser parecidas. El gobierno noruego ha defendido siempre que notificaron el lanzamiento a Rusia con antelación, pero en el caos social, político y económico que se vivía en la Rusia de Borís Yeltsin es probable que esta notificación no alcanzara a sus destinatarios. Entre ellos, precisamente, el Departamento de Observación del Centro de Seguimiento de Lanzamientos Espaciales del GRU en Serpukhov-15 y el Mando de las Fuerzas Espaciales en Moscú.
Este lanzamiento -que pasaba lejos de las fronteras rusas- fue inmediatamente detectado por los satélites OKO y los radares de descubierta de largo alcance LPAR y Duga y Daryal y hasta por muchos radares de la defensa antiaérea convencional. Probablemente los ordenadores de Serpukhov-15 debieron catalogarlo inmediatamente como un ICBM, y efectivamente dos minutos después toda la fuerza nuclear rusa estaba en prealerta, con los planificadores de guerra reasignando blancos para aniquilar Noruega. No obstante, conforme los satélites y los radares confirmaban que no había más lanzamientos y que la trayectoria del cohete no coincidía con un lanzamiento contra Rusia, el proceso de represalia quedó suspendido. En torno al tercer minuto los especialistas de inteligencia espacial de Serpukhov-15 y de Moscú ya sabían con toda certeza que no estaban asistiendo al compás de apertura de la Tercera Guerra Mundial. No obstante, y hasta que se intercambiaron las explicaciones oportunas, el sistema permaneció en prealerta (unas 48 horas).
De todos los incidentes que han estado a punto de desencadenar una guerra termonuclear, éste es el único en el que había un cohete en el aire, si bien no era un misil balístico ni tenía carácter militar alguno.